# Koekchuch
Koekchuch (en ruso, Коекчучи) es una identidad de género extinta registrada entre los Itelmenos de Siberia. Estos eran hombres asignados al nacer que se comportaban como mujeres. Se registraron a fines del siglo XVIII y principios del siglo XIX.
El investigador ruso de Siberia y Kamchatka, Stepan Krasheninnikov, en Descripción de la tierra de Kamchatka (en ruso, Описании земли Камчатки) describe a Koekchuch como «gente del sexo transformado», «una categoría especial de hombres que "van con vestidos de mujer, hacen todo el trabajo de las mujeres y no tienen trabajo con los hombres"». Según la descripción de Krasheninnikov, los Koekchuch también sirvieron como concubinas. Krasheninnikov observa fenómenos similares no solo entre los itelmenos sino también entre los koriakos, sin embargo, estos últimos, a diferencia de los itelmenos, mantuvieron a los koekchuch «no con honor sino con desprecio».